# 護士長
護士長是英国、爱尔兰共和国和其他英联邦国家的一種高级以及首席护士职称。她們是医院里的护理人员和其他负责护理工作的人員的负责人，並监督医疗机构裡面病人的护理工作。